# Stand Up and Scream
Albums de Asking Alexandria
The Irony of Your Perfection
(2007) Reckless and Relentless
(2011)
Stand Up and Scream est le second album du groupe Asking Alexandria et le premier pour la dernière line-up formée en Angleterre.

## Liste des titres
1. Alerion (2:14)
2. Final Episode (Let's Change the Channel) (4:02)
3. A Candlelit Dinner With Inamorta (4:03)
4. Nobody Don't Dance No More (4:00)
5. Hey There Mr. Brooks (4:09)
6. Hiatus (1:45)
7. If You Can't Ride Two Horses At Once... You Should Get Out Of The Circus (3:45)
8. A Single Moment Of Sincerity (3:50)
9. Not The American Average (4:39)
10. I Used To Have A Best Friend (But Then He Gave Me An STD) (4:06)
11. A Prophecy (3:33)
12. I Was Once, Possibly, Maybe, Perhaps A Cowboy King (3:41)
13. When Everyday's The Weekend (4:23)